# Liqeni i Fierzës
Liqeni i Fierzës är en reservoar i Albanien. Den ligger i den norra delen av landet, 100 km norr om huvudstaden Tirana. Liqeni i Fierzës ligger 279 meter över havet. Arean är 37 kvadratkilometer. Den sträcker sig 27,2 kilometer i nord-sydlig riktning, och 37,6 kilometer i öst-västlig riktning.
Följande samhällen ligger vid Liqeni i Fierzës:
- Kukës (17 832 invånare)

Trakten runt Liqeni i Fierzës består till största delen av jordbruksmark.  Runt Liqeni i Fierzës är det ganska tätbefolkat, med 58 invånare per kvadratkilometer.